# 上云桥镇
上云桥镇，是中华人民共和国湖南省株洲市攸县下辖的一个乡镇级行政单位。

## 行政区划
上云桥镇下辖以下地区：
七里坪社区、候市社区、宋家洲社区、高岭社区、高车头村、上云桥村、冯家坳村、泰青塘村、高岸村、候联村、圳江村、大屋村、沙陵陂村和田富村。